# Le Voleur (1967)
Le Voleur is een Franse dramafilm uit 1967 onder regie van Louis Malle.

## Verhaal
Georges Randal wordt opgevoed door zijn rijke oom in Parijs. Georges wil trouwen met zijn nicht Charlotte, maar zijn oom zorgt ervoor dat ze met een rijke buurjongen trouwt. Uit wraak steelt Georges de familiejuwelen van die buurjongen waardoor het huwelijk wordt afgezegd. Georges wordt opgenomen in een dievenbende en leert er de kneepjes van het vak.

## Rolverdeling
| Acteur             | Personage          |
| ------------------ | ------------------ |
| Jean-Paul Belmondo | Georges Randal     |
| Geneviève Bujold   | Charlotte          |
| Marie Dubois       | Geneviève Delpiels |
| Julien Guiomar     | Félix La Margelle  |
| Paul Le Person     | Roger Voisin       |
| Christian Lude     | Urbain Randal      |
| Françoise Fabian   | Ida                |
| Marlène Jobert     | Broussaille        |
| Bernadette Lafont  | Marguerite         |
| Martine Sarcey     | Renée Mouratet     |
| Roger Crouzet      | Mouratet           |
| Jacques Debary     | Courbassol         |